# Liolaemus tristis
Liolaemus tristis är en ödleart som beskrevs av  Scolaro 1997. Liolaemus tristis ingår i släktet Liolaemus och familjen Tropiduridae. Inga underarter finns listade i Catalogue of Life.